# Emil Gustav Lisco
Emil Gustav Lisco, född den 13 januari 1819, död den 8 februari 1887, var en tysk protestantisk teolog, son till Friedrich Gustav Lisco, far till Hermann Lisco, farfar till Eduard Lisco.
Lisco, som från 1859 var predikant vid Neue Kirche i Berlin, slöt sig till den på en gång vetenskapliga och positivt kristliga teologi, som utvecklat sig ur Schleiermachers principer. Den redogörelse Lisco på synoden i Friedrichswerder 1868 lämnade över kyrkliga och sedliga förhållanden i Preussens huvudstad föranledde ett uppseendeväckande utfall mot det copernikanska systemet av Berlinpastorn Gustav Knak.